# Clan Aprea-Cuccaro
Il clan Cuccaro è un sodalizio camorristico operante sul territorio di Barra nella città di Napoli, come segno di riconoscimento utilizzano calzini molto appariscenti.

## Storia
Giovanni Aprea, detto Pont' 'e Curtiello (punta di coltello), figura di spicco del clan, iniziò la carriera criminale al soldo di Ciro Sarno, allora potente boss del clan Sarno di Ponticelli. Aprea è stato arrestato per la prima volta il 27 aprile 1990, in un edificio a Barra, dove si nascondeva con i suoi tre guardaspalle, tutti latitanti per associazione camorristica e racket. Le inchieste agli inizi degli anni novanta, lo indicavano già come il capo della malavita locale. Dopo l'arresto di Giovanni Aprea, suo fratello Vincenzo ha preso le redini del sodalizio. Dopo l'arresto di Vincenzo, le redini del clan sono passate in mano alle tre sorelle Aprea: Lena, Patrizia e Giuseppina.
Angelo Cuccaro, detto Angiulillo o' Fratone, certamente la figura più importante dei Cuccaro all'interno del clan Aprea-Cuccaro, inizia la sua carriera criminale come fedelissimo del boss Giovanni Aprea, infatti i Cuccaro, secondo gli inquirenti, hanno rappresentato una sorta di sottogruppo criminale con una propria, limitata, autonomia nell’ambito della gestione dell'organizzazione a Barra. Angelo Cuccaro è stato nel commando del clan insieme ai suoi fratelli Michele e Luigi.
Secondo gli inquirenti, fin dagli anni 1990, il clan Aprea-Cuccaro ha stretto un accordo con l’Alleanza di Secondigliano. L’obiettivo era quello di resistere alla pressione esercitata dal clan Mazzarella e dal clan Sarno. Il clan, infatti, è il primo a offrire manovalanza e appoggio al clan De Luca Bossa contro i Sarno, nei tempi della violenta faida tra le due organizzazioni. Il clan è stato coinvolto nell’inchiesta condotta dai PM Antimafia, Luigi Bobbio e Giovanni Corona che ricostruisce le faide di Camorra nell’area orientale.
Nel 2011, Angelo Cuccaro è diventato famoso per essere stato immortalato in un video pubblicato dal settimanale L'Espresso che lo vede a bordo di una Rolls-Royce durante la famosa manifestazione dei “Gigli” a Barra. Il video ha attirato l'attenzione dei media internazionali, per il modo ostentatore in cui Cuccaro ha partecipato alla festa.

### Rapporti con la politica
Negli anni novanta, l'allora presidente del consiglio circoscrizionale di Barra, è stato arrestato e indicato dagli inquirenti come «uomo di fiducia» del clan all’interno del parlamento locale. Le indagini aprono una nuova fase quando viene rivelato sulle tangenti imposte dagli Aprea-Cuccaro, e intascate dal politico, agli imprenditori impegnati nelle opere di ristrutturazione edilizia, a Barra, che costerà al politico, nel 1997, un nuovo mandato di cattura per estorsione e associazione camorristica.

### Faide
- Faida contro il clan Formicola: Secondo gli inquirenti, una delle faide più sanguinose dell’area orientale della città di Napoli.[4] Il 27 giugno del 1993 è stato ucciso Gaetano Formicola, membro di spicco del clan Formicola.[9] Nel 1996 è stato ucciso Salvatore Cuccaro, uno dei fratelli di Angelo Cuccaro.[4]

- Faida contro i Celeste-Guarino: Combattuta nella zona di Barra tra il clan Aprea-Cuccaro e quella che secondo gli investigatori era la fazione scissionista dei Celeste-Guarino negli anni 2005 e 2006.[10]

## Arresti e sequestri
Nel 2010 le sorelle Patrizia, Lena e Giuseppina Aprea furono arrestate insieme a 13 presunti affiliati al clan Aprea-Cuccaro.
Nel 2011 sono stati sequestrati 20 milioni di euro al clan, dalla Sezione Misure di Prevenzione della Questura di Napoli. Tra i beni sequestrati c'erano due appartamenti, una villa, due aziende, quote in tre società e sette auto di lusso.
Il 14 marzo 2014, è stato arrestato Angelo Cuccaro, detto Angiulillo o' fratone, ad Ardea. Cuccaro è stato condannato all’ergastolo per l’omicidio di Luigia Esposito avvenuto nel 1996.
Nel maggio 2014, la Direzione Distrettuale Antimafia partenopea ha sequestrato beni mobili e immobili del valore di 5 milioni di euro al clan. Tra i beni sequestrati figura anche una mega villa in provincia di Napoli.
Il 21 giugno 2015, Luigi Cuccaro è stato arrestato nel quartiere di Barra, roccaforte del clan.
Il 6 ottobre 2015, è stato arrestato Michele Cuccaro, fratello di Angelo, a Cisterna di Latina. Angelo era inserito nella lista dei 100 ricercati più pericolosi. Nel 2017 Cuccaro è stato condannato all’ergastolo, considerato il responsabile dell’omicidio del 14enne Giovanni Gargiulo, il 14 settembre del 1998 perché fratello di Costantino, affiliato al clan Formicola.

## Fatti recenti
Secondo la relazione della DIA nel 2019, il clan Aprea-Cuccaro è alleato con il clan Rinaldi di San Giovanni a Teduccio e con il clan De Luca Bossa di Ponticelli con l’intento di scalzare i Mazzarella dell’area est di Napoli.
Anche secondo la DIA, il clan insieme ai Rinaldi sta cercando di espandersi a Somma Vesuviana e , attraverso pregiudicati locali, avrebbe assunto il controllo degli affari illeciti sul territorio, appoggiando la famiglia D’Atri, famiglia già inserita nel contesto criminale di Somma.
Il 17 marzo 2020, la Polizia di Stato ha dato esecuzione ad un’ordinanza di applicazione di misura personale nei confronti di cinque soggetti del clan gravemente indiziati, a vario titolo, di estorsione e tentata estorsione con l’aggravante. Secondo gli inquirenti, gli imprenditori edili della zona, vittime di estorsioni per parte del clan, erano convocati alla ‘villa’ del boss Antonio Acanfora, considerato l'attuale reggente degli Aprea, anch'egli arrestato nell'operazione. Le condotte contestate costituiscono espressione della nuova alleanza criminale, tra il clan Aprea, il clan De Luca Bossa e il clan Rinaldi.
Il 6 maggio 2020, Luigi Ferrante è stato ferito in un agguato in via Mastellone a Barra. Ferrante è il fratello di Ciro Ferrante detto ‘o Chicc, storico ras del clan e persona di fiducia del boss Vincenzo Aprea.
Il 29 maggio 2020, i carabinieri hanno arrestato Ciro Imperatrice, soprannominato Brutolino o Brodolino, ritenuto tra i vertici del clan, in particolare della fazione Andolfi. Imperatrice è stato sorpreso nascosto all'interno di un armadio della camera da letto in un appartamento di Barra.
Secondo gli inquirenti, negli ultimi anni il clan ha esteso la propria influenza anche su Ponticelli.
Nell'aprile 2021 sono finiti in manette 4 presunti esponenti del clan, indiziati dei reati di tentato omicidio e porto abusivo di armi da fuoco, aggravati dalle metodologie mafiose. Gli arrestati, in data 17 aprile 2021, a Barra, si sarebbero resi responsabili di un'azione di fuoco, nelle cui fasi è rimasta ferita una passante, una giovane donna di 25 anni, colpita per errore da un proiettile. Gli arrestati avrebbero consumato tale raid allo scopo di ostentare, credono gli inquirenti, il proprio potere criminale e militare.